# Newton (Golden Valley)
Newton é uma vila e paróquia civil a 11 mi (18 km) a sudoeste de Hereford, no condado de Herefordshire, na Inglaterra. Em 2011, a paróquia tinha uma população de 139 habitantes. A paróquia faz fronteira com Dulas, Longtown, Michaelchurch Escley e St. Margarets. Newton compartilha um conselho paroquial com Michaelchurch Escley, St Margarets, Turnastone e Vowchurch chamado "Conselho paroquial de Vowchurch e do Grupo Distrital".

## Pontos de interesse
Existem 16 edifícios listados em Newton. Newton tem uma igreja dedicada a São João Batista.

## História
O nome "Newton" significa 'Novo assentamento'. Newton era anteriormente um township na paróquia de Clodock, mas em 1866 Newton tornou-se uma paróquia por direito próprio.